# Anita Horvat
Anita Horvat (* 7. September 1996 in Ljubljana) ist eine slowenische Leichtathletin, die im Sprint sowie im Mittelstreckenlauf an den Start geht.

## Sportliche Laufbahn
Erste internationale Erfahrungen sammelte Anita Horvat 2014 bei den Juniorenweltmeisterschaften in Eugene, bei denen sie mit der slowenischen 4-mal-400-Meter-Staffel mit 3:42,91 min in der Vorrunde ausschied. 2015 nahm sie an den Junioreneuropameisterschaften in Eskilstuna teil und schied dort mit 56,36 s in der ersten Runde über 400 Meter und mit 62,08 s über 400 m Hürden aus. Mit der slowenischen Stafette belegte sie im Finale in 3:46,30 min den achten Platz. 2017 erfolgte die Teilnahme an den Halleneuropameisterschaften in Belgrad, bei denen sie mit 54,65 s in der ersten Runde ausschied. Daraufhin nahm sie an den U23-Europameisterschaften in Bydgoszcz teil und belegte dort mit 53,06 s den vierten Platz. Sie qualifizierte sich damit auch für die Weltmeisterschaften in London und schied dort mit 52,78 s ebenfalls in der Vorrunde aus. 2018 nahm sie an den Hallenweltmeisterschaften in Birmingham teil und schied dort mit 53,52 s in der ersten Runde aus. Im August nahm sie an den Europameisterschaften in Berlin teil und schied dort mit 51,89 s im Halbfinale aus. Auch bei den Halleneuropameisterschaften in Glasgow im Jahr darauf gelangte sie bis in das Halbfinale, in dem sie mit 53,37 s ausschied.
Bei den Europaspielen 2019 in Minsk ging sie mit der gemischten Staffel an den Start und belegte dort in 3:20,66 min den elften Platz. Zudem qualifizierte sie sich über 400 Meter erneut für die Weltmeisterschaften in Doha und schied dort mit 52,73 s im Vorlauf aus, wie auch anschließend bei den Militärweltspielen in Wuhan mit 55,51 s. 2021 gewann sie bei den Balkan-Hallenmeisterschaften in Istanbul mit Saisonbestleistung von 53,44 s die Bronzemedaille über 400 Meter und auch mit der Staffel gewann sie in 3:41,50 min Bronze. Anschließend startete sie bei den Halleneuropameisterschaften in Toruń im 800-Meter-Lauf, scheiterte dort aber mit 2:06,08 min in der ersten Runde. Bei den World Athletics Relays Anfang Mai im polnischen Chorzów wurde sie in 3:41,95 min gemeinsam mit Žan Rudolf Dritte in der 2 × 2 × 400 m Staffel hinter den Teams aus Polen und Kenia. Anschließend gewann sie bei den Balkan-Meisterschaften in Smederevo in 52,75 s die Silbermedaille über 400 m und siegte in 3:33,99 min mit der slowenischen 4-mal-400-Meter-Staffel. Über die Weltrangliste qualifizierte sie sich über 400 m für die Olympischen Spiele in Tokio und schied dort mit 52,34 s in der ersten Runde aus.
2022 siegte sie in 52,98 s über 400 m bei den Balkan-Hallenmeisterschaften in Istanbul und siegte in 3:37,84 min auch in der 4-mal-400-Meter-Staffel und verpasste dann bei den Hallenweltmeisterschaften in Belgrad mit 3:37,08 min den Finaleinzug. Im Juni siegte sie in 2:02,22 min über 800 Meter beim Kladno hází a Kladenské memoriály und gewann kurz darauf bei den Balkan-Meisterschaften in Craiova in 2:02,05 min die Silbermedaille hinter der Türkin Ekaterina Guliyev. Daraufhin gewann sie bei den Mittelmeerspielen in Oran in 51,94 s die Silbermedaille über 400 Meter hinter der Portugiesin Cátia Azevedo und sicherte sich mit der Staffel in 3:31,51 min die Silbermedaille hinter Italien. Im Juli schied sie bei den Weltmeisterschaften in Eugene mit 52,67 s in der ersten Runde über 400 Meter aus und belegte über 800 Meter mit 1:59,83 min im Finale den siebten Platz. Anschließend kam sie bei den Europameisterschaften in München mit 2:23,76 min nicht über den Vorlauf über 800 Meter hinaus und verpasste mit der Staffel mit 3:31,57 min den Finaleinzug.
2023 gewann sie bei den Halleneuropameisterschaften in Istanbul in 2:00,54 min die Silbermedaille über 800 Meter hinter der Britin Keely Hodgkinson. Im Juni wurde sie bei der 2. Liga der Team-Europameisterschaft im Rahmen der Europaspiele in Chorzów in 51,80 s Vierte über 400 Meter und wurde in der Mixed-Staffel in 3:14,72 min Erste. Kurz zuvor siegte sie in 1:58,73 min bei den Paavo Nurmi Games sowie in 1:59,91 min beim P-T-S Meeting. Im August schied sie bei den Weltmeisterschaften in Budapest mit 2:00,54 min im Halbfinale aus. Im September siegte sie in 1:59,79 min beim Hanžeković Memorial. Im Jahr darauf schied sie bei den Europameisterschaften in Rom mit 2:04,30 min im Semifinale aus und im August schied sie bei den Olympischen Sommerspielen in Paris mit 2:00,56 min in der Hoffnungsrunde aus. 2025 gewann sie bei den Halleneuropameisterschaften in Apeldoorn in 2:02,52 min die Bronzemedaille hinter der Polin Anna Wielgosz und Clara Liberman aus Frankreich.
2015 wurde Horvat slowenische Meisterin im 400-Meter-Hürdenlauf, 2016 über 400 Meter und mit der 4-mal-100-Meter-Staffel, 2017 über 100 und 200 Meter sowie 2018 über 200 und 400 Meter und 2019 und 2021 erneut über 400 Meter und 2020 über 400 Meter sowie in der Staffel. 2022 siegte sie im 800-Meter-Lauf sowie in der 4-mal-400-Meter-Staffel und 2024 über 400 Meter und in der 4-mal-400-Meter-Staffel. Zudem wurde sie 2016 und 2017 Hallenmeisterin über 400 Meter und 2020 in der 4-mal-400-Meter-Staffel.

## Persönliche Bestleistungen
- 100 Meter: 11,79 s (+1,2 m/s), 22. Juli 2017 in Celje
  - 60 Meter (Halle): 7,72 s, 20. Februar 2016 in Celje
- 200 Meter: 23,47 s (0,0 m/s), 10. Juni 2017 in Kranj
  - 200 Meter (Halle): 24,74 s, 4. Februar 2017 in Linz
  - 300 Meter (Halle): 37,34 s, 25. Januar 2018 in Ostrava
- 400 Meter: 51,22 s, 20. Juli 2018 in Monaco (slowenischer Rekord)
  - 400 Meter (Halle): 52,22 s, 8. Februar 2018 in Madrid (slowenischer Rekord)
- 600 Meter: 1:25,58 min, 27. April 2024 in Mailand (nationale Bestleistung)
- 800 Meter: 1:58,73 min, 13. Juni 2023 in Turku
  - 800 Meter (Halle): 2:00,35 min, 28. Februar 2025 in Madrid
- 400 m Hürden: 59,72 s, 14. Juni 2015 in Celje